# Mitzic
Mitzic är en ort i Gabon. Den ligger i provinsen Woleu-Ntem, i den norra delen av landet, 240 km öster om huvudstaden Libreville. Antalet invånare är 8 755.